# 烏克蘭第一夫人
乌克兰第一夫人（羅馬化：persha pani Ukrainy）是烏克蘭總統妻子的非官方头衔。